# Jesús Fernández de Landa Roca
Jesús Alfredo Fernández de Landa Roca, nacido en Madrid el 9 de febrero de 1963, fue uno de los militantes de Falange Española condenado por el asalto al bar San Bao, durante el que fue asesinado Juan Carlos García Pérez.

## Historia
Jesús Fernández de Landa formaba parte del grupo de falangistas que asaltó el bar San Bao de Madrid el 6 de mayo de 1980, abriendo fuego sobre la clientela, golpeando y causando destrozos en las instalaciones. Durante esa acción fue asesinado el joven Juan Carlos García Pérez y resultaron heridos otros tres clientes del bar. Fernández de Landa fue detenido al día siguiente del asalto en la localidad de San Lorenzo de El Escorial y en las inmediaciones del acto en el que la reina Sofía entregaba el premio Europa Nostra por la restauración del Coliseo Carlos III. En el momento de su detención portaba dos armas, un revólver y una pistola que tras ser analizada por los peritos de balística de la Guardia Civil, se determinó se correspondía con los casquillos recogidos en el bar San Bao.

En un principio se pensó que era un miembro del GRAPO con intención de cometer un atentado durante la ceremonia de entrega del premio, pero más tarde se le relacionó efectivamente con el asalto al bar madrileño. Desde el cuartel de la Guardia Civil de El Escorial se le trasladó a la Comandancia de Madrid y de ahí a los calabozos de la Audiencia Nacional, al ser competentes para la instrucción judicial del caso los Juzgados Centrales de Instrucción, en aplicación de la Ley antiterrorista.

## El proceso judicial
En 1983 la Audiencia Nacional sentenció que los hechos acaecidos en el bar San Bao eran constitutivos de un delito de homicidio consumado, dos delitos de lesiones y otro de desórdenes públicos, condenando a Jesús Alfredo Fernández de Landa a 4 años de prisión, como autor del delito de homicidio, y a 3 de meses de prisión por el de tenencia ilícita de armas, en ambos casos tras apreciársele el atenuante de su minoría de edad en el momento de la comisión de los hechos.

Cuando la policía se personó en su domicilio para hacer cumplir la orden de ingreso en prisión, Fernández de Landa se hallaba ausente y en paradero desconocido, motivo por el cual se dictó una orden de busca y captura contra él y también contra Miguel Ángel Hurtado López, otro de los condenados durante el mismo proceso y que había eludido del mismo modo su ingreso en prisión. El 21 de julio de 1983 ambos condenados se presentaron voluntariamente ante La Audiencia Nacional, cuya sección Tercera decretó su inmediato ingreso en prisión, siendo internado en un primer momento en la cárcel de Alcalá Meco y, posteriormente, en la prisión provincial de Zamora, en la que se convertiría, junto con Ricardo Sáenz de Ynestrillas, en el lugarteniente de José Fernández Cerrá, uno de los autores de la matanza de Atocha.

Mientras tanto los abogados de la acusación particular del caso San Bao, Cristina Almeida y Juan Francisco Martín de Aguilera, habían presentado un recurso de casación ante el Tribunal Supremo contra la sentencia dictada por la Audiencia Nacional al considerar insuficiente la condena recaída sobre los acusados.

En 1985 obtuvo la libertad condicional al haber cumplido más de la mitad de su condena, pero en el mes de octubre de ese mismo año el Tribunal Supremo resolvió el recurso, revisando la condena anterior e incrementándola, en su caso, a doce años y un día de prisión como autor de un delito de asesinato consumado, seis años y un día de prisión por un delito de asesinato frustrado, dos penas de multa de 20.000 pesetas por otros tantos delitos de lesiones, tres meses de prisión por un delito de tenencia ilícita de armas y 5 días de arresto menor por una falta de lesiones. 
Era evidente que el elevado incremento de la pena supondría su reingreso en prisión y también era evidente que ante esa perspectiva el riesgo de fuga era máximo, sobre todo teniendo en cuenta sus antecedentes y los de su hermano, Daniel Fernández de Landa, investigado por el asesinato de Arturo Pajuelo y por el asalto al San Bao y prófugo de la justicia desde 1980. Pese a ello, no se decretó su detención ni su ingreso en prisión, lo que le permitió huir del país sin el menor contratiempo.

El 15 de enero de 1997 es detenido en Madrid. La Audiencia Nacional decretó su inmediato ingreso en prisión, primero en el Centro Penitenciario de Carabanchel, donde fue clasificado; más tarde a la prisión de cumplimiento de Navalcarnero y, finalmente, al Centro de Tercer Grado de Victoria Kent.

Fue puesto en libertad el 21 de marzo de 2001 tras una revisión de la pena en aplicación de la Ley del Menor .

## Indulto
Después de ser condenado por el Tribunal Supremo, este mismo aconsejó al gobierno la posibilidad de un indulto parcial, pues entendía que las penas impuestas pudieran ser excesivas, tal petición no sería atendida hasta el año 2000 y comunicada al procesado cuando ya gozaba de libertad

A su salida de prisión, abandonó toda actividad política/subversiva y se perdió en el anonimato.